# Le Bilboquet (brasserie)
Pour les articles homonymes, voir Bilboquet (homonymie).
Vous pouvez aider à l'améliorer ou bien discuter des problèmes sur sa page de discussion.
- Il ne cite pas suffisamment ses sources. Vous pouvez indiquer les passages à sourcer avec {{référence nécessaire}} ou {{Référence souhaitée}}, et inclure les références utiles en les liant aux notes de bas de page. (Marqué depuis septembre 2011)
- Il contient une ou plusieurs listes. Le texte gagnerait à être rédigé sous la forme d’un ou plusieurs paragraphes synthétiques, afin d’être plus agréable à lire. (Marqué depuis mai 2021)

- Archive Wikiwix
- Bing
- Cairn
- DuckDuckGo
- E. Universalis
- Gallica
- Google
- G. Books
- G. News
- G. Scholar
- Persée
- Qwant
- (zh) Baidu
- (ru) Yandex
- (wd) trouver des œuvres sur Wikidata

Le Bilboquet est un broue-pub québécois situé en plein cœur du centre-ville de Saint-Hyacinthe.
Fondé en 1990, le Bilboquet se spécialise dans les produits brassicoles de dégustation et affiche une production annuelle de 800 hectolitres, en croissance constante. Un service de restauration est aussi assuré.

## Les bières
- La Métayer blonde (5 %)
- La Métayer rousse (5 %)
- La Métayer brune (5 %)
- La Coup de canon (Noire, 5 %)
- La Bienfaisante (Pale ale, 5 %)
- La Corriveau (Oat Stout, 6,2 %), dont le nom est inspiré de la légende de La Corriveau)
- La Corriveau impériale (Oat Stout vieillie en chênes de bourbon)
- La Colonel Cornwallis (IPA, 5,5 %)
- L'Archange (Blanche, 5 %)
- La MacKroken (Scotch ale, 10,8 %)
- L'Affriolante (7 %)
- La Peau d'ours (American Pale Ale
- La Saint-Barnabé Sud (Bière aux fraises)